# 堰塞湖
堰塞湖是指山崩（落石）或熔岩堵塞河谷或河床，儲水到一定程度便形成的湖泊，通常為地震、風災、火山爆發等自然原因所造成，也有人為因素所造就出的堰塞湖，例如：炸藥擊發、工程挖掘等。堰塞湖的形成，通常是不穩定的地質狀況所構成，當堰塞湖構體受到沖刷、侵蝕、溶解、崩塌等作用，堰塞湖便會出現「溢壩」，最終會因為堰塞湖構體處於極差地質狀況，演變「潰堤」而瞬間發生山洪爆發的洪災，對下游地區有著毀滅性破壞。

## 譯名
其英文譯名一般有、，意指塌方時做成天然堤壩，堵塞水流而形成湖泊。自2008年5月中國汶川大地震後，香港《南華早報》採用（滑坡坝）一詞後，該詞語普遍被世界各地的英文媒體採用，然而，不少媒體在借用此詞語時仍然加上引號，以說明該字為新造字。原本是指美國蒙大拿州於1959年嚴重地震所造成的一個湖。

## 實例

### 台灣
- 陽明山國家公園的夢幻湖
- 花蓮鯉魚潭受花蓮溪搶水，形成終年泉水淤積於窪地而成。
- 921大地震造成九份二山走山形成兩座堰塞湖，以及雲林清水溪在草嶺出現「新草嶺潭」，和嘉義縣阿里山鄉石鼓盤溪出現名為水漾森林的堰塞湖。
- 2009年八八水災造成荖濃溪在桃源鄉形成多處堰塞湖，以及太麻里溪在金峰鄉密老老山（包盛社）一帶形成堰塞湖。
- 龍泉溪堰塞湖因2006年（民國95年）7月15日碧利斯颱風的豪雨加上隔日發生規模4.6的地震所引發台東縣池上鄉龍泉溪南岸山坡地崩塌形成的堰塞湖。
- 宜蘭縣大同鄉於2018年發現的石頭溪堰塞湖。
- 台東縣卑南鄉東興村大南溪上游12公里處，於2021年（民國110年）2月5日凌晨發生崩塌，並形成一座堰塞湖[2]。
- 0403花蓮地震後木瓜溪上游形成堰塞湖

### 中國大陸
- 鏡泊湖
- 五大连池湖
- 达里诺尔
- 叠溪海子
- 汶川大地震造成北川縣出現唐家山等多座堰塞湖。
- 甘肅省甘南藏族自治州舟曲縣因強降雨引發泥石流，堵塞白龍江形成堰塞湖。
- 四川省汶川縣映秀鎮2010年8月13日至8月14日淩晨強降雨引發汶川大地震構成鬆散地質遺下之銀杏鄉境內毛家灣處之岷江河道泥石流，水位上漲堵塞形成堰塞湖。[3]

### 塔吉克斯坦
- 萨雷兹湖

### 日本
- 富士五湖
- 中禪寺湖
- 大正池

### 菲律賓
- 貝湖

### 巴基斯坦
- 阿塔巴德湖

### 美國
- 蒙大拿州 地震湖（1959年發生，接壤加拿大）